# Parzęczew (gemeente)
De gemeente Parzęczew is een landgemeente in het Poolse woiwodschap Łódź, in powiat Zgierski.
De zetel van de gemeente is in Parzęczew.
Op 30 juni 2004 telde de gemeente 5433 inwoners.

## Oppervlakte gegevens
In 2002 bedroeg de totale oppervlakte van gemeente Parzęczew 103,82 km², waarvan:
- agrarisch gebied: 73%
- bossen: 15%

De gemeente beslaat 12,16% van de totale oppervlakte van de powiat.

## Demografie
Stand op 30 juni 2004:
| Omschrijving                   | Totaal | Totaal | Vrouwen | Vrouwen | Mannen | Mannen |
| ------------------------------ | ------ | ------ | ------- | ------- | ------ | ------ |
| eenheid                        | aantal | %      | aantal  | %       | aantal | %      |
| inwoners                       | 5433   | 100    | 2636    | 48,5    | 2797   | 51,5   |
| bevolkingsdichtheid (inw./km²) | 52,3   | 52,3   | 25,4    | 25,4    | 26,9   | 26,9   |

In 2002 bedroeg het gemiddelde inkomen per inwoner 1150,88 zł.

## Administratieve plaatsen (sołectwo)
Bibianów, Chociszew, Chrząstów Wielki, Florentynów, Ignacew Folwarczny, Ignacew Rozlazły, Kowalewice, Leźnica Wielka-Osiedle, Mariampol, Mikołajew, Mrożewice, Opole, Orła, Parzęczew, Pustkowa Góra, Różyce, Różyce Żmijowe, Skórka, Śliwniki, Śniatowa, Tkaczewska Góra, Trojany, Wielka Wieś, Wytrzyszczki.
Zonder de status sołectwo : Nowa Jerozolima.

## Aangrenzende gemeenten
Aleksandrów Łódzki, Dalików, Łęczyca, Ozorków, Ozorków, Wartkowice, Zgierz